# Liga Premier de Bosnia y Herzegovina 2022-23
La Liga Premier de Bosnia y Herzegovina 2022-23 es la edición número 23 de la Liga Premier de Bosnia y Herzegovina. La temporada comenzó el 13 de julio de 2022 y terminará en mayo de 2023.

## Formato
Los doce equipos participantes jugaran entre sí todos contra todos tres veces totalizando 33 partidos cada uno, al término de la fecha 33 el primer clasificado obtendrá un cupo para la primera ronda de la Liga de Campeones 2023-24, mientras que el segundo y tercer clasificado obtendrán un cupo para la primera ronda de la Liga Europa Conferencia 2023-24; por otro lado los dos últimos clasificados descenderán a la Prva Liga FBiH 2023-24 o a la Prva Liga RS 2023-24.
Un tercer cupo para la Segunda ronda de la Liga Europa Conferencia 2023-24 es asignado al campeón de la Copa de Bosnia y Herzegovina.

## Ascensos y descensos
| Pos. | de Liga Premier de Bosnia y Herzegovina 2021-22 |
| ---- | ----------------------------------------------- |
| 11.º | Radnik Bijeljina                                |
| 12.º | Rudar Prijedor                                  |

| Pos. | Ascendidos 2021-22                       |
| ---- | ---------------------------------------- |
| 2.º  | Sloga Meridian (Liga República Srpska)   |
| 1.º  | Igman Konjic (Liga Federación de Bosnia) |

## Equipos participantes
Un total de 12 equipos participan actualmente en la liga, incluye diez provenientes de la temporada pasada 2021-22 y dos promovidos cada uno de las segundas divisiones, Igman Konjic y Sloga Meridian, reemplazan a los descendidos Radnik Bijeljina y Rudar Prijedor.
| Equipo          | Ciudad        | Estadio                      | Capacidad |
| --------------- | ------------- | ---------------------------- | --------- |
| Borac           | Bania Luka    | Gradski stadion Banja Luka   | 10,030    |
| Igman Konjic    | Konjic        | Stadion Igmana               | 3,000     |
| Leotar          | Trebinje      | Stadion Police               | 8,550     |
| Posuŝje         | Posušje       | Stadion Mokri Dolac          | 8,000     |
| Sarajevo        | Sarajevo      | Estadio Asim Ferhatović Hase | 34,500    |
| Široki Brijeg   | Široki Brijeg | Estadio Pecara               | 7,000     |
| Sloboda Tuzla   | Tuzla         | Stadion Tušanj               | 7,200     |
| Sloga Meridian  | Doboj         | Luke Stadium                 | 3,000     |
| Tuzla City      | Tuzla         | Stadion Tušanj               | 7,200     |
| Velež Mostar    | Mostar        | Stadion Rođeni               | 7,000     |
| Željezničar     | Sarajevo      | Estadio Grbavica             | 13,146    |
| Zrinjski Mostar | Mostar        | Stadion pod Bijelim Brijegom | 9,000     |

## Clasificación
| Pos. | Equipo              | Pts. | PJ | G  | E  | P  | GF | GC | Dif. | Clasificación o descenso                           |
| ---- | ------------------- | ---- | -- | -- | -- | -- | -- | -- | ---- | -------------------------------------------------- |
| 1    | Zrinjski Mostar (C) | 78   | 33 | 25 | 3  | 5  | 66 | 21 | +45  | Primera fase de la Liga de Campeones 2022-23       |
| 2    | Borac               | 58   | 33 | 18 | 4  | 11 | 39 | 32 | +7   | Segunda fase de la Liga Europa Conferencia 2022-23 |
| 3    | Željezničar         | 53   | 33 | 15 | 8  | 10 | 42 | 35 | +7   | Primera fase de la Liga Europa Conferencia 2022-23 |
| 4    | Sarajevo            | 52   | 33 | 15 | 7  | 11 | 50 | 46 | +4   | Primera fase de la Liga Europa Conferencia 2022-23 |
| 5    | Široki Brijeg       | 48   | 33 | 13 | 9  | 11 | 38 | 36 | +2   |                                                    |
| 6    | Velež Mostar        | 45   | 33 | 11 | 12 | 10 | 40 | 37 | +3   |                                                    |
| 7    | Tuzla City          | 37   | 33 | 10 | 7  | 16 | 43 | 46 | −3   |                                                    |
| 8    | Igman Konjic        | 37   | 33 | 9  | 10 | 14 | 42 | 48 | −6   |                                                    |
| 9    | Sloga Meridian      | 37   | 33 | 10 | 7  | 16 | 40 | 55 | −15  |                                                    |
| 10   | Posušje             | 37   | 33 | 10 | 7  | 16 | 28 | 46 | −18  |                                                    |
| 11   | Leotar (D)          | 34   | 33 | 9  | 7  | 17 | 29 | 46 | −17  | Descenso a Prva Liga FBiH o Prva Liga RS           |
| 12   | Sloboda Tuzla (D)   | 32   | 33 | 7  | 11 | 15 | 32 | 41 | −9   | Descenso a Prva Liga FBiH o Prva Liga RS           |

Actualizado a los partidos jugados el 28 de mayo de 2023.
 Fuente: Rezultati.com
Criterios de clasificación: 1) Puntos; 2) Diferencia de gol; 3) Goles marcados; 4) Puntos directos; 5) Diferencia de gol directa; 6) Goles de visita directos (solamente entre dos equipos); 7) Goles marcados directos; 8) Play-off. (Criterio 2 y 3 no son usados para decidir campeón, clasificacion a competencia UEFA, o descenso)
Notas:
1. ↑  Zrinjski Mostar, campeón de la Copa de Bosnia y Herzegovina 2022-23 ya se encuentra clasificado a la Liga de Campeones, por ende el cupo que otorga la copa pasa al segundo lugar de liga.